# 北見伸
北見 伸（きたみ しん、本名：山上 民夫、1962年2月16日 - ）は、日本のマジシャン・イリュージョニスト。大阪府出身。実子に同じくマジシャンの山上兄弟がいる。

## 略歴
1979年、北見マキに入門。その後マニプレーションマジシャンしてデビューし、1984年にニューヨークのジブリマジックショーやロサンゼルスのマジックキャッスル（1987年にも出演）、1988年にはオランダで行われたFISMマジックコンベンション、1990年には第1回「ワールドマジックサミット」など世界各国の大会に出演した。
魔女軍団スティファニーを結成以後は、「SHIN KITAMI & スティファニー」というイリュージョンチームを組み大型イリュージョンを手がけており、バイクの消失、車の出現といった大がかりな出し物にもチャレンジしている。
また、マジック界のアイドル・瞳ナナやマジックジェミーをデビューさせ、新しいマジック界をめざし、魔女軍団をプロデュースしているほか、2000年、2001年、2004年、2005年とマジックミュージカルの公演のプロデュースを行う。
2002年帝劇の「ジャニーズ ミュージカル SHOCK」マジック指導、2003年の帝劇「イーストウィックの魔女たち」のマジック指導など、CMやTVの指導やプロデュースも行っている。
2001年に実子である山上兄弟がデビューしたことにより、山上兄弟の関連マジックグッズ、ビデオやDVD、書籍などの監修、エポック社からのマジカルカプセル「山上兄弟マジックオンステージ」などもプロデュースしている。
2012年には催眠術を習得し、ステージショーとしての催眠ショーについても研究している。

## 受賞歴
- 1982年 - 国立劇場「花形新人会」銀賞受賞
- 1986年 - インターナショナルコンテスト（IBM）入賞
- 1990年 - 国立劇場「花形演芸会」北見伸＆スティファニーイリュージョンマジックとして受賞
- 1994年 - Platform magic Contest グランプリ受賞

## 活動歴

### 公演活動
1986年
- 「魅て見て不思議マジックデート」銀座において、初のリサイタル。

1990年
- 「ILLUSION」国立劇場演芸場において、芸術際参加公演。

1993年
- 「A concert of Illusion」東京芸術劇場 芸術祭参加公演。

1996年
- 「ミニミニライブ」銀座みゆき館。
- 「Shin Kitami Magic Live」国立劇場演芸場 芸術祭参加公演。

1997年
- 「ミクロILLUSION」銀座小劇場 芸術祭参加公演。

1998年
- 「イマージュ」東京芸術劇場 芸術祭参加公演。

2000年
- マジックミュージカル「魔女伝説」構成演出。
- 「TIME とき」江戸川総合文化センター 芸術祭参加公演。

2001年
- マジックミュージカル「魔女伝説2」構成演出
- 「マジックジェミーのエンターザナイトin銀座」構成演出

2002年
- マジックミュージカル「魔女伝説3」構成演出
- 「マジックジェミーのエンターザナイトin銀座2」構成演出
- 「山上兄弟のハッピーマジック」日比谷公会堂 構成演出出演
- 「山上兄弟のハッピークリスマス」浅草公会堂 構成演出出演

2003年
- 「山上兄弟のハッピー春休み」構成演出出演
- 「山上兄弟のドキドキマジックショー」浅草公会堂 構成演出出演
- 「イーストウイックの魔女たち」帝劇　マジック指導

2004年
- 「魔女伝説2004」関内ホール・浅草公会堂 構成演出
- 「マジックジェミーのエンーザナイトin銀座」構成演出
- 「ジャニーズ SHOCK」帝劇　マジック指導

2005年
- 「山上兄弟のハッピーシリーズ・てじなーにゃの森の仲間達］マジック構成
- 魔女伝説2005「マジックジェミーのエンターザナイトin 銀座」構成演出

2006年
- 「てじなーにゃで大冒険」全国ツアー
- 当時プロ野球選手の新庄剛志の試合前パフォーマンスにおける、脱出・瞬間移動の複合技であるショーのプロデュース[2]

2007年
- 「お台場冒険王」世にも不思議城・企画構成演出出演
- 日本奇術協会より、特別賞受賞

2008年
- カルビーテレビCMマジック 指導

2009年
- フジテレビ「お笑い芸人マジック王座決定戦スペシャル」出演・指導
- 日韓対抗女子ゴルフオープニングセレモニー出演。指導
- 日本奇術協会より、天洋賞受賞

2010年
- 「黒木瞳30thディナーショー」マジック指導

2011年
- 「東京ディズニーシーバレンタインスペシャルステージ」マジック指導
- 「宝塚歌劇団星組公演」マジック指導

2012年
- 「宝塚歌劇団花組公園」マジック指導

2013年
- 「山上兄弟のスーパーイリュージョン」マジック構成演出
- 「東京ディズニーシーバレンタインスペシャルステージ」マジック指導

### 書籍・DVD
- 1994年 - 東京マジックより、プロ用講習ビデオ『MAGIC OF JAPAN クロースアップ編』発売
- 1996年 - 東京マジックより、プロ用講習ビデオ『MAGIC OF JAPAN ステージ編』発売
- 2006年 - ぴあ出版より『息子たちよ!』を出版
- 2021年 - 台東区により、DVD『台東芸能文庫 マジシャン 北見伸』を発行（台東区内の図書館でのみ視聴・貸出可能）[3]